# Mikes Lilla
Mikes Lilla; Mann (Miskolc, 1924. július 4. – Budapest, 2004. december 8.) Jászai Mari-díjas magyar színésznő, előadóművésznő, érdemes művész.

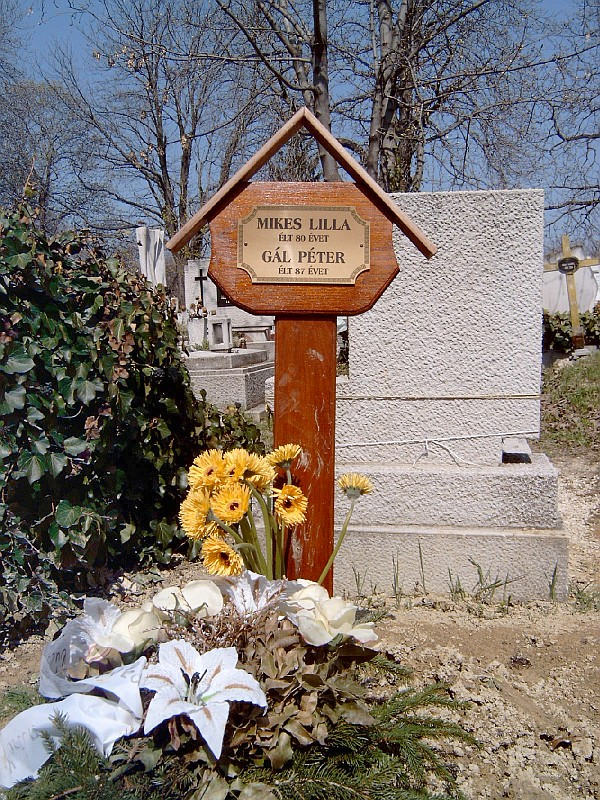

## Életútja
A Miskolci Református Leánygimnáziumban tanult (1934–1941), majd a Színművészeti Akadémia növendéke lett. Ösztöndíjas tagja volt a Magyar Rádió első színtársulatának. 1949-ben az Úttörő Színháznak, majd az Ifjúsági Színháznak a színésznője volt. 1953-tól 1959-ig a Vidám Színpadnál játszott, 1964 és 1984 között tagja volt az Irodalmi Színpadnak és a Radnóti Színpadnak. 1972-től a Korona Pódium alapítója, művészeti vezetője, műsorainak szerkesztője volt, majd 1991-től a Korona Pódium Többnyelvű Kávéház Kft. művészeti vezetője és ügyvezető igazgatójaként működött. Önálló estjein sanzonokat énekelt, prózai és verses magánszámokat adott elő. Versmondóként is népszerű művész volt. A magyar irodalom többnyelvű (angol, német, orosz, francia, eszperantó és spanyol) terjesztésével is foglalkozott. Három világrész 21 országának 58 városában lépett közönség elé.

## Önálló estjei
- Paródia Parádé (Vujicsics Tihamérral)
- Keyes: Virágot Algernonnak
- Émile Ajar: Előttem az élet  (egyszemélyes duo-dráma)... Momo és Rosa mama (kettős szerep) - magyar és francia nyelven
- Monomusical (zene: Wolf Péter, dalszövegek: Mészöly Dezső

## Színpadi szerepeiből
- Emőd Tamás: Francia király... Dáma (Irodalmi Színpad)
- Fehér Klára: Becsület... Sziklás (Úttörő Színház)
- Gárdonyi Géza: Egri csillagok... Piros, szolgáló (Ifjúsági Színház)
- Anton Szemjonovics Makarenko: Az új ember kovácsa... Natasa (Ifjúsági Színház)
- Nyikolaj Alekszejevics Osztrovszkij: Az acélt megedzik... Mura (Ifjúsági Színház)
- Nagy Lajos: Rémhír... Mezeiné (Irodalmi Színpad)
- Nem a tükör görbe - (kabaré)... szereplő (Vidám Színpad)
- Hogy volt! - (kabaré)...szereplő (Fővárosi Kis Színpad, a Vidám Színpad Kamaraszínháza)
- Lermontov emlékest...szereplő (Irodalmi Színpad)
- Közhelybenjárás  - (kabaré)...szereplő  (Radnóti Miklós Színpad)
- Maria Callas élete...Elvira de Hidalgo (Korona Pódium)
- Siposhegyi Péter: Mielőtt csillag lettem... Anna (Korona Pódium)

## Díjai, elismerései
- Jászai Mari-díj (1977)
- érdemes művész (1982)
- A Magyar Köztársasági Érdemrend kiskeresztje (1992)
- Pro Urbe-díj Budapest (1995)
- Nívódíjak

## Könyvei
- Korona–Tanúk (1990)
- Kálmán György visszatér (1991)

## Filmek, tv
- "Parancsolj velem, tündérkirálynő" (1977)
- "Szeretnék néha visszajönni még" - In memoriam Mezei Mária (1983)
- A nemzet csalogánya: Képek Blaha Lujza életéből (1985)
- Küldetés Evianba (1988)